# Tolar (Texas)
Tolar is een plaats (city) in de Amerikaanse staat Texas, en valt bestuurlijk gezien onder Hood County.

## Demografie
Bij de volkstelling in 2000 werd het aantal inwoners vastgesteld op 504.
In 2006 is het aantal inwoners door het United States Census Bureau geschat op 659, een stijging van 155 (30,8%).

## Geografie
Volgens het United States Census Bureau beslaat de plaats een oppervlakte van
2,4 km², geheel bestaande uit land. Tolar ligt op ongeveer 311 m boven zeeniveau.

## Plaatsen in de nabije omgeving
De onderstaande figuur toont nabijgelegen plaatsen in een straal van 28 km rond Tolar.